# Incident du Komagata Maru

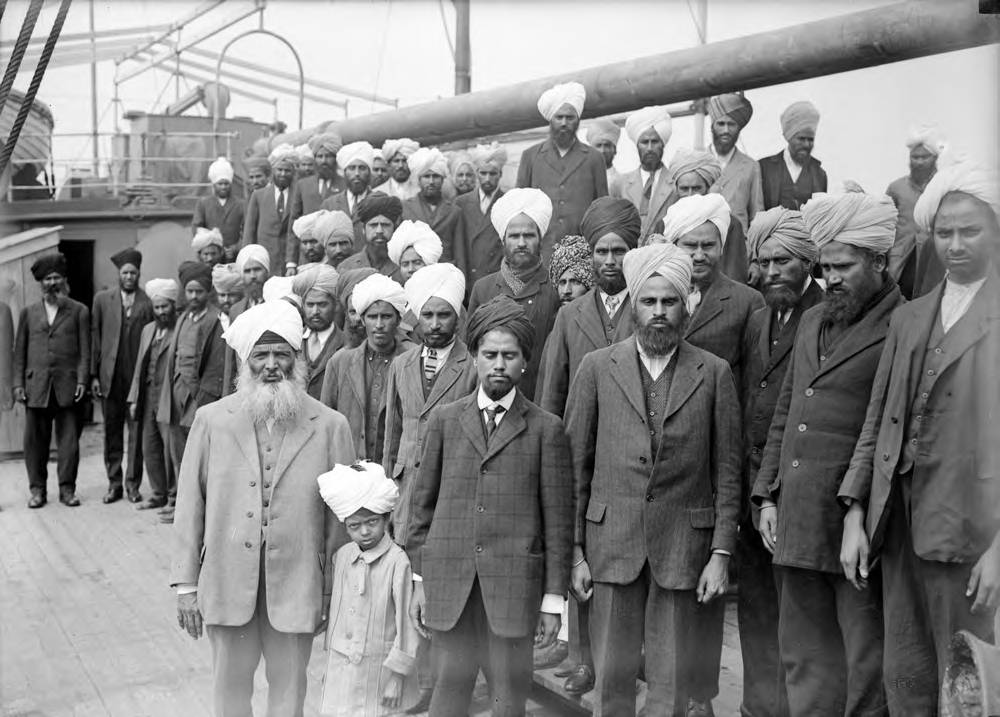
Sikhs à bord du Komagata Maru

L’incident du Komagata Maru a impliqué le bateau japonais Komagata Maru, parti de Hong Kong pour rejoindre Vancouver au Canada en 1914, en passant par Shanghai puis Yokohama et transportant 376 passagers originaires  de la province du Punjab.
24 d’entre eux ont été admis au Canada, mais les 352 autres passagers n’ont pas été autorisés à débarquer au Canada et le bateau a été contraint de revenir en Inde. Parmi les passagers, 340 sikhs, 24 musulmans et 12 hindous tous sujets de la couronne britannique étaient comptabilisés.
Cet incident est un événement qui a gâché le vingtième siècle au Canada et aux États-Unis et a abouti à des lois visant à exclure exclusivement les immigrants d'origine asiatique.

## Contrôle de l’immigration au Canada
La première tentative du gouvernement canadien de limiter  l'immigration en provenance de l'Inde date du 8 janvier 1908 : « …À CES CAUSES, il plaît au Gouverneur général en Conseil d’ordonner, et il ordonne effectivement, que […] les immigrants peuvent être empêchés de débarquer ou de venir au Canada à moins qu’ils n’arrivent de leur pays natal ou de citoyenneté, à la suite d’un voyage ininterrompu et à l’aide de billets achetés avant de quitter leur pays de naissance ou de citoyenneté. »
En 1908, le gouvernement du Canada a promulgué la loi sur le passage sans escale, qui exigeait que tous les immigrants arrivent au pays à la suite d’un voyage ininterrompu selon leur titre de passage, un « passage sans escale » de leur point d’origine jusqu’au Canada.
De manière pragmatique cette loi visait les bateaux en provenance d'Inde car la grande distance  impliquait une escale au Japon ou à Hawaï. Cette législation intervient à une époque où le Canada acceptait massivement des immigrés (plus de 400 000 pour la seule année 1913 - un nombre record à ce jour), la plupart venant d'Europe.
Cette loi avait été mise en place à la suite de la hausse progressive de l’immigration originaire d’Inde qui avait provoqué des craintes du public (on parlait alors d’« invasion indienne » ou de « l’invasion hindoue »).
Comme un voyage sans escale depuis l’Inde était impossible, les passagers débarquaient alors aux États-Unis puis traversaient illégalement la frontière, pour ensuite se réfugier dans le gurdwara (temple sikh) (le premier temple sikh a été construit par la Khalso Diwan Society, à Vancouver Ouest, en 1908).

Les premiers Asiatiques du Sud à immigrer au Canada étaient des sikhs de la province indienne du Pendjab. Malgré leurs petits nombres (environ 5 000 en 1908), leur présence a  causé des hostilités raciales et du ressentiment qui étaient dirigés vers d’autres communautés de minorités visibles.
La loi sur le passage sans escale est restée en vigueur jusqu’en 1947.

## Le projet de Gurdit Singh
Gurdit Singh Sandhu, originaire du Sarhali, était un riche pêcheur à Singapour. Il était sensibilisé à la cause de la communauté des punjabis qui rencontraient des difficultés à immigrer au Canada en raison de lois les excluant. Il a voulu  contourner ces lois en louant un bateau pour naviguer de Calcutta à Vancouver. Son objectif était d’aider ses compatriotes dont les précédents voyages avaient été bloqués.

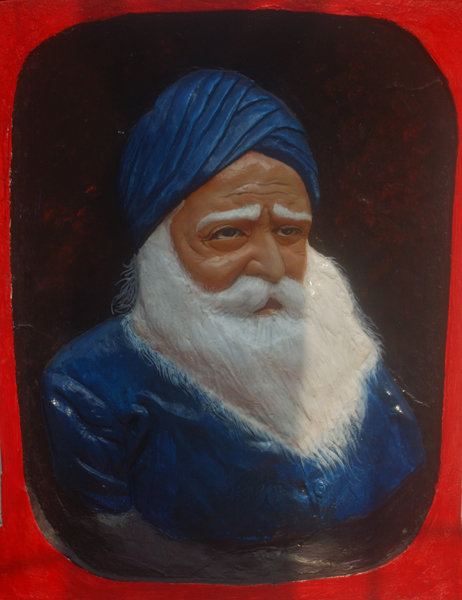
Portrait de Baba Gurdit Singh, Mémorial du Komagata Maru,Budge Budge

Alors que Gurdit Singh était  informé de la législation  lorsqu’il a réservé le bateau Komagata Maru en janvier 1914, il a poursuivi son objectif de remettre en cause l’arsenal législatif en lien avec les voyages et de contribuer à ouvrir les portes de l’immigration de l’Inde vers le Canada.
À la même période, en janvier 1914, il a épousé la cause du Mouvement Ghadar alors qu’il était à Hong Kong. Le parti Ghadar était une organisation fondée par des Indiens des États-Unis et du Canada en juin 1913 avec pour objectif de libérer l’Inde de la domination britannique.

## Les passagers
Parmi les passagers, 340 sikhs, 24 musulmans, et 12 hindous, tous sujets de la couronne britannique étaient comptabilisés. Un des passagers issus de la communauté sikh, Jagat Singh Thind, était le plus jeune frère de Bhagat  Singh  Thind, un écrivain sikh américano-indien et conférencier sur la science spirituelle  qui était fortement engagé dans la lutte sur le plan législatif pour  les droits  des indiens pour l'obtention de la citoyenneté américaine. Les deux frères étaient nés dans le village de Taragarh  Talawa.
Le gouvernement britannique, qui gérait le portefeuille de l'immigration au Canada à cette  époque, s'inquiétait des troubles de plus en plus nombreux provoqués par les nationalistes indiens à la veille de la première guerre mondiale (actions terroristes, non-respect des lois relatives à l'immigration).

## Départ de  Hong Kong
Hong Kong était le point de départ du voyage. Le bateau devait quitter en mars Hong Kong mais Singh a été arrêté pour avoir vendu des tickets pour un voyage illégal. Après plusieurs mois en captivité, il a été libéré sous caution et le gouverneur de Hong Kong lui a donné la permission de naviguer. Le bateau a pu donc partir le 4 avril avec 165 passagers. Plusieurs passagers se sont ajoutés lors de l’escale à Shanghai le 8 avril. Le bateau a accosté à  Yokohama le 14 avril. Le 3 mai, le bateau a quitté Yokohama avec 376 passagers et a navigué jusqu’à Burrard Inlet, près de  Vancouver, le 23 mai.
Les révolutionnaires nationalistes Barkatullah et Bhagwaan Singh Giani se sont rencontrés sur le paquebot au cours du voyage. Bhagwaan Singh Giani  était un prêtre du Gurdwara à Vancouver et avait été un des trois délégués envoyés à Londres et en Inde pour plaider la cause des Indiens au Canada.
Des livres diffusant  les idées du mouvement Ghadar ont été distribués auprès des passagers et des réunions politiques étaient organisées à bord du bateau.

## Arrivée à Vancouver
Lorsque le Komagata Maru a navigué dans les eaux canadiennes, arrivé à Coal Harbour à Burrard Inlet à 200 mètres de la jetée, il n’a pas été autorisé à accoster.
Le premier officier de l’immigration à avoir eu un lien avec le paquebot à Vancouver était Fred « Cyclone » Taylor.
Le Premier ministre conservateur de la Colombie-Britannique, Richard McBride, a déclaré de manière catégorique que les passagers n’étaient pas autorisés à débarquer comme le Premier ministre du Canada Robert Borden avait décidé de ce qu’il ferait du bateau.

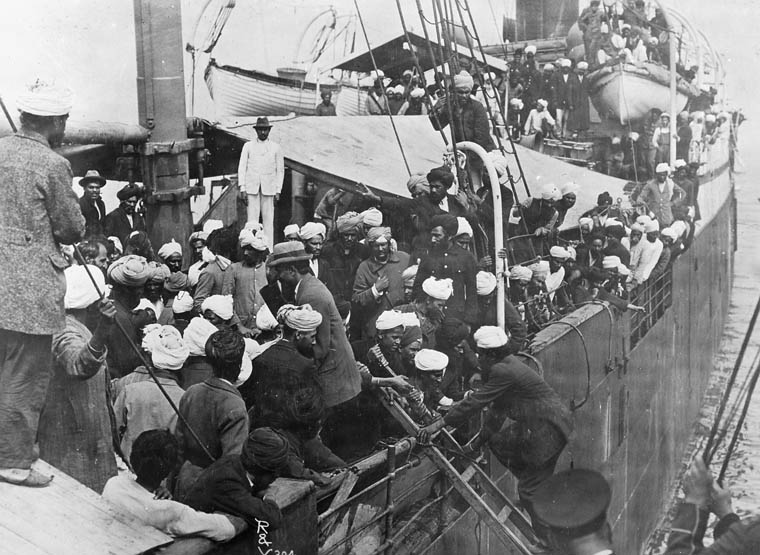
Sikhs à bord du Komagata Maru à Vancouver Burrard Inlet, 1914

Le membre du parlement conservateur  H. H. Stevens  a organisé une réunion publique contre le débarquement  des passagers du paquebot et a demandé au gouvernement de refuser le maintien dans les eaux canadiennes du navire.
Stevens a travaillé avec l’officier d’immigration  Malcolm R. J. Reid pour que les passagers n’accostent pas.
L’intransigeance de Reid, soutenu par Stevens, a conduit aux mauvais traitements des passagers sur le bateau et à prolonger sa date de départ, qui n’était pas déterminée jusqu’à l’intervention au niveau fédéral du Ministre de l’Agriculture, Martin Burrell, membre du parlement pour la circonscription du Yale—Cariboo.

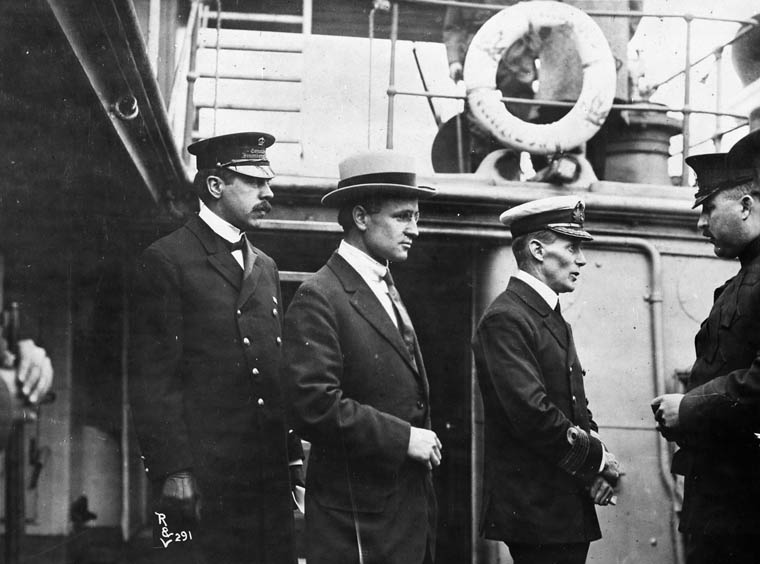
Inspecteur Reid,H. H. Steven et Walter Hose à bord du Komagata Maru

Pendant ce temps, un comité en faveur de l’accueil des migrants a été formé avec Hassan Rahim et Sohan Lal Pathak. Plusieurs réunions pour soutenir les Indiens se sont tenues au Canada et aux États-Unis. Lors de l’un de ces meetings, à Dominion Hall, à Vancouver, il a été affirmé que si les passagers n’étaient pas autorisés à accoster, les canadiens originaires d’Inde devraient les suivre en Inde pour fomenter une rébellion. Un agent du gouvernement britannique qui avait infiltré la réunion a prévenu Londres et Ottawa que des partisans du parti Ghadar se trouvaient à bord du bateau. Le comité de soutien a réuni 22 000 $ pour l’acompte pour l'affrètement du navire.
Le comité de soutien aux passagers avec l’aide d’un conseiller juridique J. Edward Bird a décidé de recourir à la Cour d’appel de la Colombie-Britannique au nom de Munshi Singh, un des passagers.
Le 6 juillet, la Cour d’appel de la Colombie-Britannique a donné un jugement unanime en précisant qu’en vertu des nouveaux décrets du conseil, il n’avait pas d’autorité pour interférer avec les décisions du Département de l’Immigration et de la Colonisation.
Le capitaine japonais a été relevé de ses fonctions par les passagers en colère.
Le gouvernement canadien a ordonné au remorqueur portuaire le Sea Lion de repousser le bateau vers la mer. Le 19 juillet, les passagers en colère ont déclenché une attaque. Le jour suivant, le journal de Vancouver The Sun a écrit : « de nombreux hindous en colère ont jeté sur les policiers des morceaux de charbon et des briques… C’était comme s’ils se trouvaient sous une chute de charbon. »

## Départ de Vancouver
Le gouvernement a aussi mobilisé le  HMCS Rainbow, un ancien bateau de la  Royal  Navy sous la direction du commandant  Hose avec des troupes du 11e régiment des tirailleurs irlandais du Canada, du 72e régiment "Seaforth  Highlanders" du  Canada et le 6e régiment du " The Duke of Connaught's Own Rifles".
Seuls 20 passagers ont été admis au Canada car le bateau avait violé les lois d'exclusion du Canada, les passagers n'avaient pas les fonds requis et ils n'avaient pas voyagé sans escale depuis l'Inde.
Le bateau a été  obligé de faire demi-tour et de quitter Vancouver pour l'Asie le 23 juillet.

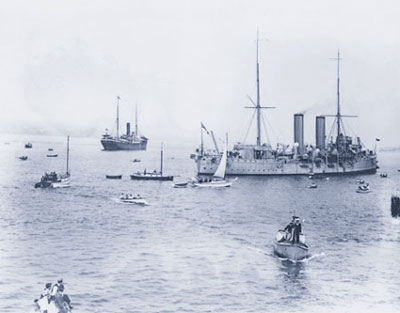
Komagata Maru (le plus grand navire sur la gauche) escorté par le HMCS Rainbow et plusieurs petits bateaux

Pendant ce temps, W. C. Hopkinson, un officier anglais qui travaillait pour le département de l'immigration, avait des liens avec  des informateurs locaux issus de la communauté punjab.
Deux de ces informateurs ont été tués en aout 1914 et  Hopkinson a lui-même été tué dans les locaux de la cour de justice de Vancouver alors qu'il assistait aux procès des Punjabis en octobre  1914.

## Retour en Inde
Le Komagata Maru est arrivé à  Calcutta le 27 septembre.
À peine entré dans le port, le navire a été stoppé par un navire de guerre anglais et les passagers ont été placés sous surveillance.
Le gouvernement du Raj britannique assimilait les passagers du Komagata Maru non seulement à des personnes ayant enfreint la loi mais aussi à de dangereux agitateurs politiques.
Lorsque le navire a accosté au Budge Budge, la police a arrêté Baba Gurdit Singh et une vingtaine d'autres hommes qui étaient considérés comme des leaders.
Baba Gurdit Singh s'interposa à son arrestation, un de ses amis a agressé un policier entrainant une émeute générale.
Des coups de feu ont été tirés et 19 passagers ont été tués. Certains ont réussi à s'enfuir mais ceux qui n'ont pas pu, ont été arrêtés et emprisonnés ou envoyés dans leurs villages où ils ont été maintenus en état d'arrestation  pendant toute la durée de la première guerre mondiale.
Cet incident est connu sous le nom d'émeute du Budge Budge.
Gurdit Singh Sandhu, leader de la lutte, a réussi à s'échapper et a vécu caché jusqu'en 1922.
Mahatma Gandhi lui a demandé de se dénoncer en tant que « vrai patriote. » Gurdit Singh Sandhu a accepté de le faire et a été emprisonné pendant 5 ans.

## Signification
L'incident du Komagata Maru a été largement cité à l'époque pour souligner les inégalités  dans les lois relatives à l'immigration au Canada.
Plus tard, le Parti Ghadar, organisation révolutionnaire en Inde, s'est appuyé sur les débats enflammés suscités par  cet incident pour rallier des soutiens à sa cause.
Lors de nombreuses réunions se déroulant  en Californie en 1914 ou dans la diaspora indienne, des personnalités éminentes du mouvement Ghadar comme  Barkatullah, Tarak  Nath  Das et  Sohan  Singh ont utilisé  cet incident pour appuyer  leur cause et pour recruter des membres pour soutenir principalement l'élaboration de plans en vue de coordonner une rébellion massive en Inde.
Le manque de soutien de la population  n'a pas permis la réalisation effective de ses plans.

## Héritage

### Mémorials

#### Inde
En 1952, le gouvernement indien a fait construire un mémorial pour les martyrs du  Komagata Maru à proximité du Budge Budge. Il a été inauguré par le premier ministre indien Jawaharlal Nehru. Le monument est localement connu comme le  Monument  Punjabi et a la forme d'un kirpan (un poignard) s'élevant dans le ciel.

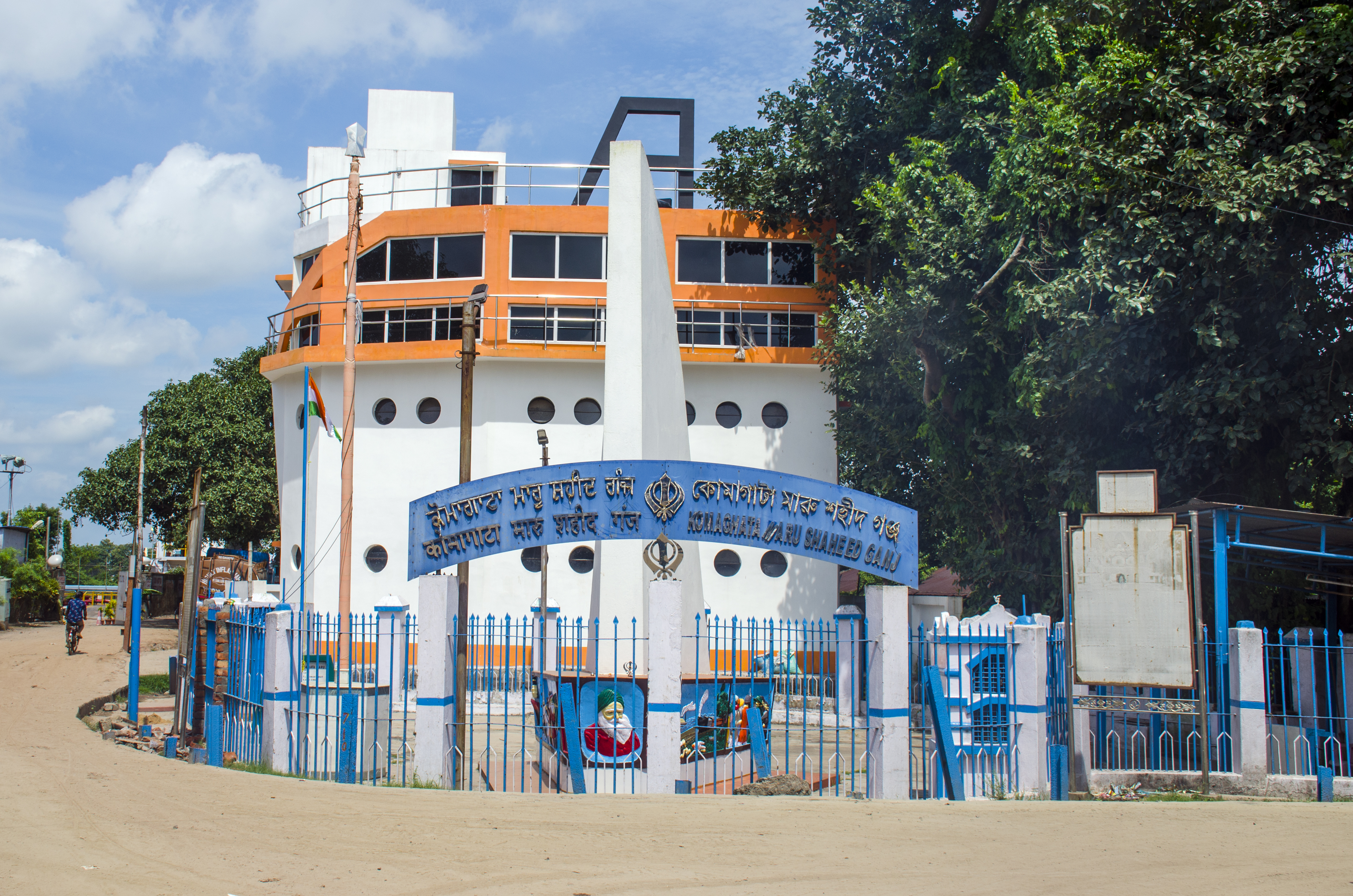
Mémorial du Komagata Maru à Budge Budge

Un accord tripartite a été signé entre le Trust " Kolkata Port", le ministre de la  Culture et le Trust "Komagata Maru " pour la construction d'un bâtiment derrière le mémorial existant. Ce nouvel édifice doit abriter les services administratifs et la bibliothèque au rez-de-chaussée, un musée au premier étage et un auditorium au second étage. Le coût de la construction est estimé à 24 millions de roupies (INR).
Le gouvernement indien a créé une pièce en mars 2016 d'une valeur de 5 roupies pour marquer le centenaire de l'incident du Komagata Maru.

#### Canada
Une plaque commémorant le 75e anniversaire du départ du Komagata Maru a été disposée dans le temple sikh gurdwara à Vancouver le 23 juillet 1989.
Une plaque commémorant le 80e anniversaire de l'arrivée du Komagata Maru a été placée dans le port de Vancouver en 1984.
Un monument à la mémoire de l'incident du  Komagata Maru a été inauguré le 23 juillet 2012. Il est situé près des escaliers de la digue qui mène à l'immeuble ouest du Centre de Convention de  Vancouver à  Coal Harbour.
Un timbre commémorant le 100e anniversaire de l'arrivée du Komagata Maru a été proposée par la poste du Canada le 1er mai 2014.
Une des parties du musée Komagata Maru a été ouvert en juin 2012 au Khalsa Diwan Society Vancouver Ross Street Temple.

## Les excuses du gouvernement canadien
En réponse aux appels du gouvernement du Canada pour rendre compte des injustices historiques qui ont entraîné  des mesures de guerre et des restrictions en matière d’immigration imposées dans le passé par le gouvernement du Canada, le gouvernement conservateur en 2006 a créé des programmes de reconnaissance historique (PRH).
Les PRH ont deux composantes.
La première composante est le Programme de reconnaissance historique pour les communautés (PRHC). Il comporte un fonds de dotation avec la Fondation ukraino‑canadienne Taras Shevchenko pour la reconnaissance des expériences d’internement qui ont eu lieu pendant la Première Guerre mondiale (Fonds canadien de reconnaissance de l’internement durant la Première Guerre mondiale); et une initiative communautaire.
Les deux composantes se concentrent sur le financement de projets commémoratifs et pédagogiques qui font la promotion de la sensibilisation aux mesures de guerre ou aux restrictions en matière d’immigration adoptées dans le passé à l’endroit de certaines communautés, mettent en lumière les contributions que les communautés touchées ont apportées au Canada et font connaître ces expériences historiques aux Canadiens ainsi que les contributions apportées par ces communautés.
La seconde composante est le Programme national de reconnaissance historique (PNRH), qui se concentre sur des projets fédéraux ayant pour objet de commémorer des expériences historiques des communautés touchées et de renseigner les Canadiens, en particulier les jeunes, sur l’histoire liée aux mesures de guerre et aux restrictions en matière d’immigration adoptées au Canada, et mettre en lumière et commémorer la contribution apportée au Canada par les communautés touchées.
Le 22 juin 2006, le Premier ministre du Canada, Stephen  Harper, a devant la Chambre des communes, présenté des excuses à la communauté sino-canadienne parce que le gouvernement fédéral avait imposé une taxe d’entrée aux Chinois et d’autres politiques d’immigration ciblant cette communauté jusqu’au milieu du XXe siècle.
Le 6 août 2006, le Premier ministre du Canada, Stephen  Harper, a fait un discours au Ghadri Babiyan da Mela (Festival du parti Ghadar) à  Surrey en Colombie-Britannique où il a déclaré que le  gouvernement du Canada reconnaissait l'incident du  Komagata Maru et a annoncé  que le gouvernement était déterminé à entreprendre des consultations avec la communauté hindou-canadienne   pour envisager la meilleure manière de rendre compte de cette triste période dans  l'histoire du Canada.
Le 3 avril 2008, Ruby Dhalla, membre du parlement pour la circonscription  Brampton-Springdale, a présenté une motion  (M-469) à la Chambre des communes : « De l'avis de la Chambre, le gouvernement devrait officiellement présenter ses excuses à la communauté hindou-canadienne et aux personnes impliqués par l'incident du Komagata Maru en 1914, dont les passagers ont été empêchés de débarquer. » 
Le 10 mai 2008, Jason  Kenney, secrétaire d'État (pour le multiculturalisme et l'identité canadienne) a annoncé que la communauté hindou-canadienne devrait  solliciter plus de $2.5 million en subventions et en contributions pour commémorer l'incident du  Komagata Maru.
Après le débat du 15 mai 2008, la motion de Dhalla a été adoptée par la Chambre des communes.
Le 23 mai 2008, l'Assemblée législative de la Colombie-Britannique  a adopté une résolution stipulant que " le corps législatif présente ses excuses pour les événements du 23 mai 1914 lorsque 376 passagers du Komagata Maru, stationné hors du port de Vancouver, se sont vus refuser l'entrée au Canada. La Chambre regrette profondément que les passagers  qui ont cherché refuge dans notre pays et dans notre  province  ont  été renvoyés  sans avantage financier lié à un traitement juste et impartial normalement proposé dans le cadre d'une société dans laquelle  des communautés de toutes les cultures sont accueillies et  acceptées. "
Le 3 août 2008, le Premier ministre, Stephen Harper, a assisté au 13e festival annuel  Ghadri Babiyan Da Mela à Surrey, en Colombie-Britannique où il a présenté ses excuses sur l'incident du Komagata Maru. Il a précisé, en réponse à la motion de la Chambre des communes appelant à des excuses par le gouvernement. "Au nom  du gouvernement  du Canada, je transmets officiellement en tant que Premier ministre  ces excuses. "
Certains membres de la communauté Sikh n'étaient  pas satisfaits de ces excuses car ils souhaitaient que ces excuses soient prononcées  à l'intérieur du Parlement. Le secrétaire d'État, Jason Kenney, a précisé que « les excuses ont été faites et ne seront pas renouvelées », ainsi réglant la question pour le gouvernement fédéral.
À titre d'exemple sur les changements intervenus  dans la société canadienne depuis cet incident, le régiment de la Colombie-Britannique  qui avait été impliqué dans  l'expulsion du Komagata Maru, a été commandé par un sikh, Harjit Sajjan, de 2011 à 2014 qui est devenu depuis l'actuel ministre de la Défense nationale.
Le 18 mai 2016, le Premier ministre Justin Trudeau prononcera des excuses totales  pour l'incident à la Chambre des communes.

## Culture
La première pièce de théâtre basée sur l'incident du Komagata Maru, a été écrite par Sharon Pollock et présentée en janvier  1976.
Ajmer  Rode a écrit  la  pièce de théâtre Komagata Maru  basée sur l'incident en 1984. En 1989, lorsque la communauté hindou-canadienne de la Colombie-Britannique a célébré le 75e anniversaire du  Komagata Maru, Sadhu Binning et Sukhwant Hundal ont écrit une  pièce de théâtre Samundari Sher Nal Takkar et ont co-édité et produit le premier numéro du magazine littéraire Pendjabi Watan sur l'incident du Komagata Maru.
En 2004, le documentaire "Continuous Journey " par  Ali Kazimi est sorti. C'est le premier film à examiner en profondeur les événements autour du détournement du Komagata  Maru.
Les premières recherches faites pour le film ont permis la découverte  de séquences rares sur le paquebot au port de Vancouver. Le documentaire a nécessité huit années de travail pour le réaliser et  a été  récompensé dix fois notamment  par le prix du documentaire canadien le plus innovant à  DOXA à Vancouver en 2005 et par la Conque d'Or au festival du film international de Mumbai en 2006.

La radio CBC a diffusé Entry Denied par le scénariste hindou-canadien  Sugith Varughese dont le sujet principal était l'incident  Komagata  Maru.

En 2012, le livre du réalisateur  Ali Kazimi a été  publié par Douglas & McIntyre sous le titre : Undesirables: White Canada and the Komagata Maru.
La Bibliothèque de l'Université Simon  Fraser a lancé un site sur Internet  "Komagata Maru: Continuing the Journey" en 2012, financé par le département de la Citoyenneté et l'Immigration au Canada sous les auspices d'un programme de reconnaissance historique pour les communautés.